# Guettardite
La guettardite (simbolo IMA: Gue) è un minerale del gruppo della sartorite appartenente alla famiglia dei "solfuri e solfosali" con composizione chimica PbSbAsS4.

## Etimologia e storia
La guettardite è stata chiamata in questo modo in onore del geologo, botanico e storico naturale francese Jean-Étienne Guettard (1715-1786). Lo studioso è stato molto importante nel suo tempo: a lui viene attribuita la creazione della prima carta mineralogico-geologica conosciuta (Europa occidentale) nel 1746, la "Carte minéralogique du Canada et de la Louisiane" (Canada orientale e Stati Uniti) nel 1752, seguita dall'"Atlas minéralogique de la France" (con Lavoisier) nel 1767 e la "Carte minéralogique de la France" nel 1784. Guettard era membro dell'"Académie des Sciences" dal 1743 ed è autore de La minéralogie du Dauphiné (1782).
La sua località tipo è in Canada, nella città di Huntingdon in Canada, mentre il suo campione tipo è conservato presso il Royal Ontario Museum di Toronto, in Canada.

## Classificazione
Nella nona edizione della sistematica dei minerali di Strunz la guettardite è elencata nella classe "2. Solfuri e solfosali" e nella sottoclasse "2.H Solfosali di archetipo SnS"; questa viene ulteriormente suddivisa in base all'eventuale presenza di alcuni metalli all'interno del composto, in modo che la guettardite possa essere trovata nella sezione "2.HC Con solo Pb" dove insieme a twinnite, sartorite e sartorite-9c forma il sistema nº 2.HC.05.a.
Tale classificazione viene mantenuta anche nell'edizione successiva, proseguita dal database "mindat.org" e chiamata Classificazione Strunz-mindat, dove a quelli già citati si aggiungono i nuovi minerali hyršlite (e non compare più la sartorite-9c).
Anche nella Sistematica dei lapis (Lapis-Systematik) di Stefan Weiß la guettardite è elencata nella classe dei "solfuri e solfosali" e nella sottoclasse dei "solfosali (S : As,Sb,Bi = x)"; qui il minerale si trova nella sezione dei "solfosali di piombo con As/Sb (x= 2,3 - 1,8)" dove insieme ad argentoliveingite, barikaite, carducciite, decatriasartorite, endecasartorite, enneasartorite, eptasartorite, hyršlite, incomsartorite, liveingite, marumoite, polloneite, rathite, sartorite e twinnite, con le quali forma il sistema nº II/E.25.
Stessa cosa nella classificazione dei minerali secondo Dana: la guettardite si trova nella classe dei "solfosali" e nella sottoclasse dei "solfosali con rapporto z/y = 2 e composizione (A+)i(A2+)j[ByCz], A = metalli, B = semimetalli, C = non metalli"; qui si trova nel "gruppo della sartorite" insieme a sartorite e twinnite, con le quali forma il sistema nº 03.07.08.

## Abito cristallino
La guettardite cristallizza nel sistema monoclino con il gruppo spaziale P21/a (gruppo nº 14) con i parametri reticolari a = 8,527(4) Å, b = 7,971(4) Å, c = 20,102(10) Å, β = 101,814(7)°, oltre a 8 unità di formula per cella unitaria.

## Origine e giacitura
Per quanto riguarda campioni provenienti da Madoc nell'Ontario in Canada e da Seravezza in Italia, la guettardite ha origine idrotermale a bassa temperatura nei marmi; è stata trovata in paragenesi con pirite, sfalerite, wurtzite, galena, stibnite, orpimento, realgar, enargite, tetraedrite, zinkenite, giordanite, bournonite, sterryite, boulangerite, jamesonite, sartorite (per campioni proveniente da Huntingdon, Canada); zinkenite, boulangerite, semseyite, giordanite, enargite (per campioni provenienti da Silverton, Colorado, USA).
La guettardite è un minerale piuttosto raro ed è stato trovato in poche località sparse per il mondo.
In Italia è stata rinvenuta a Ormea e Oulx (Piemonte) e Seravezza (Toscana).
Altri luoghi sono: Gap (Provenza-Alpi-Costa Azzurra, in Francia); Lens (nel Canton Vallese, in Svizzera); lago di Owen e città di Huntingdon (Canada); nell'oblast' di Sverdlovsk e nel territorio della Transbajkalia (Russia); nel distretto di Kadamžaj (Kirghizistan); nel Shahrestān di Sardasht (Iran); nella provincia di Chañaral (Cile); nella contea di San Juan (Colorado, Stati Uniti).

## Forma in cui si presenta in natura
La guettardite si presenta come cristalli aciculari, con dimensioni fino a 2 mm, le cui facce sono irregolarmente striate parallelamente all'asse di allungamento, ma si presenta anche come piccoli grani anedrali. Il minerale si presenta di colore nero-grigiastro e il suo striscio è nero.